# Atentado del Crocus City Hall
El atentado del Crocus City Hall fue un tiroteo y posterior explosión en la sala de conciertos Crocus City Hall de Moscú, capital de Rusia, perpetrado el viernes 22 de marzo de 2024. Se informó de al menos 144 fallecidos y más de 551 heridos.
El Estado Islámico del Gran Jorasán (IS–KP), una filial regional del Estado Islámico con sede en Afganistán, se atribuyó la responsabilidad en un comunicado a través de la agencia de noticias Amaq, afiliada al EI, poco después del ataque. Amaq también publicó un vídeo en primera persona del ataque que mostraba a los atacantes disparando a las víctimas y degollándolas, mientras el atacante que filmaba recitaba el takbir alabando a Alá y habla contra los infieles.
El presidente ruso, Vladímir Putin, calificó el ataque de «acto terrorista bárbaro» y declaró el 24 de marzo día de luto nacional. El Ministerio de Asuntos Exteriores de Rusia calificó el incidente de «ataque terrorista». Es el ataque terrorista más mortífero en Rusia desde el asedio a la escuela de Beslán en 2004, cometido también por islamistas radicales.

## Antecedentes
El 7 de marzo de 2024, el Servicio Federal de Seguridad de Rusia (FSB) anunció haber neutralizado una célula terrorista vinculada al Estado Islámico que pretendía atacar a una sinagoga en Moscú. Al día siguiente, las embajadas de los Estados Unidos y del Reino Unido en Moscú enviaron una advertencia a sus ciudadanos residentes en la ciudad ante un "inminente ataque masivo" perpetrado posiblemente por extremistas. Aunque el servicio de inteligencia ruso aseguró haber acabado con la amenaza terrorista, diciendo así que "en el territorio de la región de Kaluga se puso fin a la actividad de Wilayat Jorasán, una célula de la rama afgana de la organización terrorista internacional Estado Islámico, prohibida en Rusia, cuyos miembros planeaban cometer un acto terrorista contra una de las instituciones religiosas judías en Moscú".

## Ataque
El Crocus City Hall fue construido en 2009 como sala de conciertos con capacidad para 6 200 personas y es una de las salas de conciertos más grandes de la zona. Es parte de un bloque más grande de centros comerciales, restaurantes y otras atracciones llamado Crocus City, construido por el multimillonario promotor inmobiliario azerbaiyano Aras Agalarov. Fue la sede del certamen Miss Universo 2013 y de los Premios Top Hit Music Awards en 2013 y 2019.
El 22 de marzo de 2024, estaba previsto que la banda rusa Picnic ofreciera un espectáculo con entradas agotadas en el Crocus City Hall. A las 19:58 hora local (MSK, UTC+3), antes de que la banda comenzara su actuación, hombres armados enmascarados con uniformes de combate abrieron fuego contra la multitud usando rifles de asalto estilo AK. Un informe del EI-KP también afirmaba que los agresores tenían pistolas y cuchillos. Como el espectáculo estaba por comenzar, algunos creyeron que el sonido inicial de los disparos era parte del acto. En el momento del ataque también se encontraban niños y adolescentes en el edificio para asistir a un concurso de bailes de salón. Los guardias de seguridad del lugar estaban desarmados y se cree que algunos de ellos se encontraban entre los muertos en el ataque. Según los informes, un asistente de vestuario a tiempo parcial, Islam Khalilov, de 15 años, ayudó a salvar a más de cien asistentes al concierto mostrándoles una salida a través del espacio de oficinas del lugar. Lo ayudaron tres de sus compañeros de trabajo: Artyom Donskov, de 14 años, Nikita Ivanov y otro.
Un testigo describió a los atacantes como hombres barbudos. Imágenes de vídeo amateur verificadas por BBC Verify mostraban a hombres armados enmascarados disparando indiscriminadamente en el vestíbulo de entrada y el auditorio. Otras imágenes publicadas en Telegram mostraban a hombres con uniforme militar y gorras de béisbol disparando contra una multitud de personas que gritaban. El 23 de marzo, IS-KP publicó un vídeo a través de la agencia de noticias Amaq, que mostraba los disparos y el degüello de las víctimas del ataque. En el vídeo, los agresores parecen disparar a los clientes fuera de la entrada del auditorio. Se escuchó a los agresores gritar en árabe: "ven, ven rápido", "trae el rifle de asalto, trae el rifle de asalto" y "mátalos y no tengas piedad". Después de disparar a las víctimas, un agresor corta la garganta de una víctima herida aún viva, que recibió un disparo fuera de cámara antes de la grabación. Después de los asesinatos, se dice que uno de los agresores dijo en árabe: "Los infieles han sido derrotados por la gracia de Dios. Dios es grande... [sic] Los infieles han sido derrotados. Salimos por amor de Dios y estamos apoyando su religión."
También se informó que los agresores habían utilizado dispositivos incendiarios, y un testigo afirmó que los agresores utilizaron bombas molotov para iniciar un incendio en el auditorio. Imágenes de vídeo amateur publicadas en sitios de redes sociales mostraron enormes incendios y columnas de humo provenientes del edificio debido a los incendios provocados por los asaltantes, incluso por una escalera de emergencia, lo que obligó a la gente a dirigirse a las posiciones de los atacantes en el medio del vestíbulo. Se estima que el incendio en el complejo cubrió un área de 12.900 metros cuadrados (139.000 pies cuadrados). Horas más tarde, se informó de un gran ruido, seguido de un derrumbe parcial del techo. El gobernador de la región de Moscú, Andrey Vorobyov, dijo que el techo de la sala se había derrumbado.
Los terroristas abandonaron el edificio a las 20:11. Unidades policiales especializadas de la Unidad Especial de Respuesta Rápida (SOBR) y la Unidad Móvil de Propósitos Especiales (OMON) fueron enviadas al lugar, llegando más de una hora después de que comenzaran los tiroteos, según Nexta. Vorobyov acudió al lugar para crear un grupo de trabajo que se encargara de la situación. También llegaron otros funcionarios, entre ellos el ministro del Interior Vladimir Kolokoltsev. La Guardia Nacional de Rusia también fue enviada a buscar a los agresores, con una fotografía publicada de los presuntos agresores huyendo en un automóvil Renault Symbol 2007 blanco con matrícula rusa T668UM 69 (Óblast de Tver), que habían comprado el 4 de enero de 2024.
Los supervivientes fueron evacuados en helicópteros médicos y, según informes, se enviaron 70 equipos de ambulancias. Un número indeterminado de personas huyó al aparcamiento desde el escenario, mientras que otros huyeron al tejado. Las autoridades evacuaron a aproximadamente 100 personas escondidas en el sótano. Un superviviente dijo que los fugitivos se vieron obstaculizados por puertas cerradas, lo que obligó a algunos de ellos a abrir una puerta para escapar. Los bomberos impidieron que el fuego se propagara, mientras que tres helicópteros fueron desplegados para arrojar agua sobre el tejado en llamas.
A las 07:00 horas del 23 de marzo, Vorobyov informó que el incendio había sido contenido y prácticamente extinguido. Publicó un vídeo que muestra grandes daños en el edificio con el techo y las filas superiores de la sala de conciertos completamente derrumbados. A las 11:30 de ese mismo día, el incendio había sido completamente extinguido.
La cadena británica Sky News informó erróneamente que se había producido un segundo tiroteo en el Instituto de Investigación Médica Sklifosovsky de Moscú, en el que resultaron heridas 28 personas, lo que fue una mala traducción de fuentes de noticias rusas que informaban que 28 víctimas del Crocus City Hall habían sido transportadas a la instalación para su tratamiento.

### Víctimas
El ataque dejó al menos 139 muertos y 190 heridos más, algunos de ellos de gravedad. Aparte de las heridas de bala, algunas de las muertes se debieron a la Inhalación de humo. Según el ministro ruso de Sanidad, Mijaíl Murashko, cinco niños resultaron heridos en el ataque. Al menos tres niños murieron, mientras que la víctima de mayor edad fue una mujer de unos 70 años. La mayoría de las víctimas procedían del extremo noroeste de Moscú, incluidas Krasnogorsk y Khimki. Entre los asesinados se encontraban una mujer armenia y su marido azerbaiyano. Entre los asesinados se encontraban ciudadanos de Bielorrusia y Moldavia. La embajada de Kirguistán en Moscú dijo que dos de sus ciudadanos que trabajaban en Crocus City Hall el día del ataque estaban desaparecidos. La búsqueda de víctimas finalizó el 23 de marzo. Hasta ese día, se habían identificado al menos 29 víctimas mortales. El departamento de salud de Moscú dijo que esperaba terminar la identificación de los cadáveres en dos semanas.
Los miembros de Picnic publicaron en Instagram que ellos y su gerencia estaban "vivos y a salvo", y TASS informó más tarde que habían sido evacuados; sin embargo, la banda dijo más tarde en VK que uno de los miembros del personal de la banda había desaparecido. Más tarde se reveló en la página de Instagram de la banda que la asistente de dirección de la banda estaba entre las víctimas. Estaba ubicada detrás de la mesa de productos de la banda cuando comenzó el tiroteo.

## Investigación

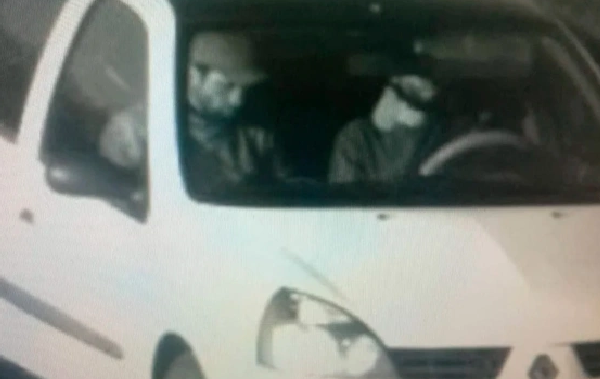
Dos de los presuntos perpetradores captados por una cámara de circuito cerrado pública mientras huían en un Renault Clio blanco.

Hasta el 23 de marzo, 11 personas han sido detenidas, incluidos los cuatro presuntos autores materiales, que fueron capturados cuando viajaban en un coche blanco en el kilómetro 376 de la autopista M3, cerca del pueblo de ru, a 140 kilómetros de la frontera con Ucrania en el Óblast de Bryansk, y a unos 340 kilómetros al suroeste de Moscú, en la tarde del 22 de marzo. Rusia se coordinó con las fuerzas de seguridad bielorrusas para evitar que los sospechosos cruzaran la frontera entre Bielorrusia y Rusia. El Comité de Investigación de Rusia inició una investigación criminal terrorista sobre el ataque. Las autoridades dijeron más tarde que los atacantes no eran ciudadanos rusos.
El diputado de la Duma estatal, Alexander Khinshtein, dijo que se descubrieron pasaportes tayikos en el vehículo de los individuos detenidos, y el canal ruso Telegram Baza identificó a los cuatro atacantes como ciudadanos de Tayikistán. El Ministerio del Interior de Tayikistán negó la participación de tres de sus ciudadanos y afirmó que las personas a las que pertenecían los pasaportes descubiertos habían regresado a Tayikistán meses antes y estaban trabajando allí. En una llamada telefónica con Putin, el presidente de Tayikistán, Emomali Rahmon condenó el atentado y dijo que "los terroristas no tienen nacionalidad, patria ni religión".
Un breve vídeo en Telegram supuestamente mostraba a uno de los detenidos, Saidakrami Murodali Rachabalizoda, siendo torturado por agentes del FSB, quienes le cortaron la oreja y lo obligaron a comérsela. En otro vídeo de interrogatorio difundido por los medios estatales rusos, Shamsidin Fariduni, un sospechoso de 25 años, dijo que participó en el ataque a cambio de 1 millón de rublos (10 800 dólares), la mitad de los cuales afirmó haber recibido ya mediante transferencia a una tarjeta de crédito de las personas que lo contactaron a través de Telegram y cuyas identidades desconocía. Una fotografía filtrada, mostraba a Fariduni aparentemente siendo torturado con descargas en sus genitales con un teléfono de campaña TA-57.
El 24 de marzo, cuatro sospechosos identificados como Dalerjhon Mirzoyev, de 32 años; Saidakrami Rachabalizoda, de 30 años; Shamsidin Fariduni, de 25 años; y Muhammadsobir Faizov, de 19 años, comparecieron ante el Tribunal de Distrito de Basmanny en Moscú y fueron acusados de terrorismo. Mirzoyev, Rachabalizoda y Fariduni se declararon culpables durante la audiencia. Los cuatro sospechosos aparecieron con heridas faciales y hematomas, Rachabalizoda apareció con una venda que le cubría la oreja derecha. Faizov fue llevado ante el tribunal en silla de ruedas, vestido con una bata de hospital, y parecía que le faltaba un ojo. Se les ordenó permanecer en prisión preventiva hasta al menos el 22 de mayo.
Los cuatro sospechosos fueron identificados oficialmente como ciudadanos de Tayikistán. Mirzoyev, presentado como cabecilla de los atentados, tenía caducado el permiso de residencia en Novosibirsk. Faizov publicó un dibujo de una bandera del EI en su página de VKontakte en 2016, cuando tenía doce años. Según Agentstvo, tres de los cuatro hombres habían pasado varios meses en Rusia, pero no llamaron la atención de las autoridades rusas; Izvestia afirmó, sin desvelar su fuente, que dos de los pistoleros recibieron instrucciones para el atentado y dinero en Turquía unas semanas antes del 22 de marzo. Un análisis del New York Times comparó la ropa de los cuatro sospechosos con la de los pistoleros del ataque.
De ser declarados culpables, los cuatro podrían recibir una pena de cadena perpetua.
El 25 de marzo, tres sospechosos más comparecieron ante el tribunal y fueron puestos en prisión preventiva hasta el 22 de mayo. Fueron identificados como Isroil Islomov y sus dos hijos, Aminchon Islomov y Dilovar Islomov, y fueron acusados de complicidad en acto terrorista. Dilovar Islomov era el anterior propietario del coche en el que los cuatro presuntos agresores huyeron del lugar del crimen.

### Sospechosos
- Dalerjon Barotovich Mirzoyev, 32 años, nacido en 1992. Originario de Tayikistán, Mirzoyev había obtenido un registro temporal para tres meses en Novosibirsk. Sin embargo, RIA Novosti informó que su registro había caducado.[111][112] Tras su detención, se declaró culpable de los cargos de los que se le acusaba.[113]
- Saidakrami Muradali Rachabalizoda, de 30 años, nacido en 1994, informó al tribunal que poseía documentos de registro rusos, pero confesó no recordar su paradero. Se comunicó a través de un intérprete.[114][115]
- Shamsidin Fariduni, de 25 años, nacido en 1998, natural de Tayikistán, trabajaba oficialmente en una fábrica de Podolsk y estaba registrado en Krasnogorsk.[116]
- Muhammadsobir Zakirjonovich Fayzov, de 19 años, nacido en 2004, fue presentado inconsciente en una silla de ruedas. Anteriormente trabajaba en una barbería en Ivanovo, estuvo temporalmente desempleado y está registrado en esa ciudad.[117][118]
- Aminchon Islomov y Dilovar Islomov, y su padre, Isroil Islomov (también conocido como Islomov Aminchon Isroilovich, Islomov Dilovar Isroilovich e Islomov Isroil Ibrahimovich[119] que residen en el Óblast de Tver. Dilovar fue identificado anteriormente por Novaya Gazeta Europa como el anterior propietario del coche utilizado por los perpetradores para huir, aunque la publicación no lo nombró.[120][121] Según Readovka, uno de estos individuos es ciudadano ruso.[119]

## Consecuencias

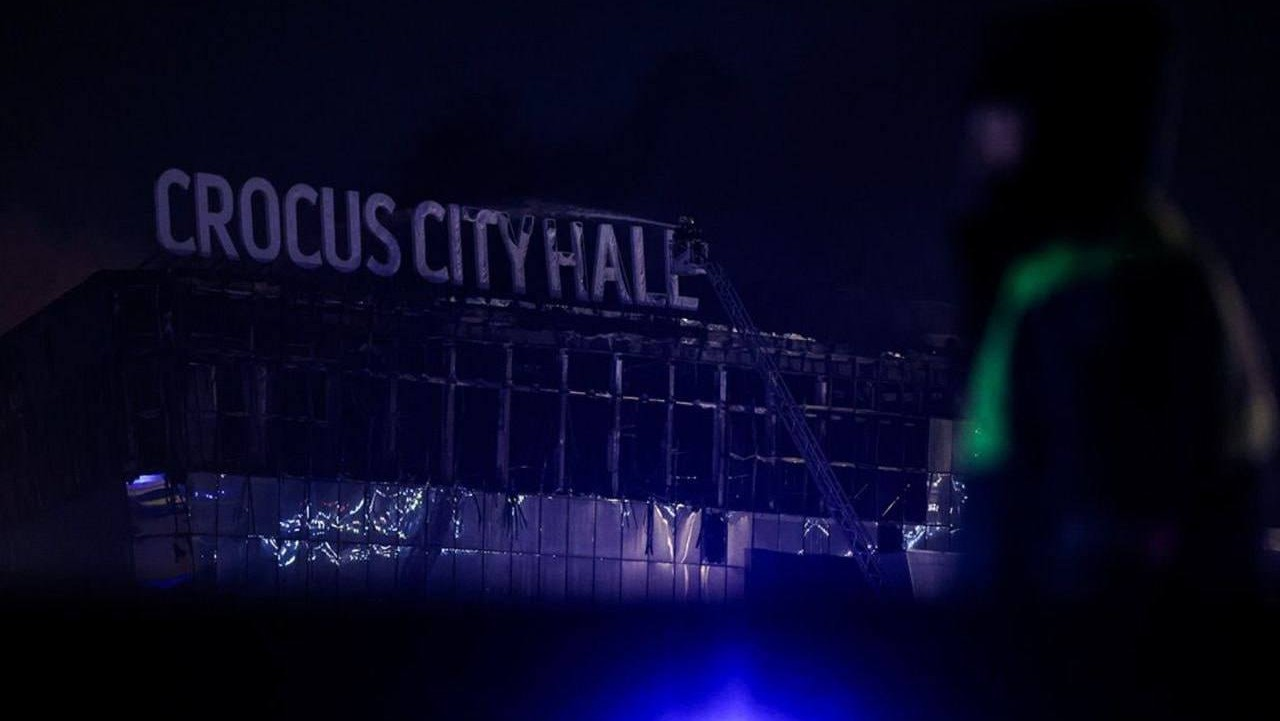
El Crocus City Hall después del ataque

Los centros comerciales y otros espacios públicos de Moscú fueron evacuados tras el atentado, y se enviaron helicópteros para apagar el fuego provocado por las explosiones.
A pesar del cordón policial, los transeúntes rindieron homenajes frente a Crocus City Hall tras el ataque, mientras que en vallas publicitarias en Moscú se exhibían carteles conmemorativos que mostraban una vela y el mensaje "Estamos de luto".
En un discurso a la nación el 23 de marzo, el presidente Putin anunció que el 24 de marzo sería un día de luto nacional por las víctimas del ataque y prometió castigar a los responsables. Putin también declaró que todos los atacantes, a quienes comparó con los nazis, habían sido detenidos, y alegó que los atacantes estaban tratando de entrar en la frontera ucraniana, donde dijo que se había preparado una "ventana" en la frontera ucraniana.

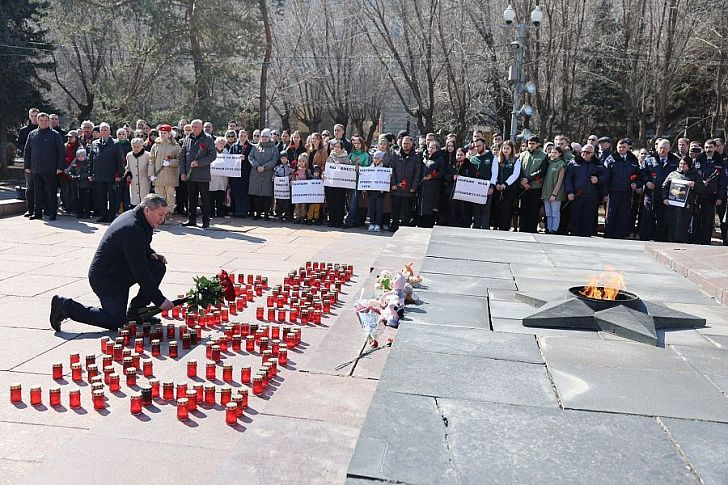
Monumento al atentado en la ciudad de Volgogrado

El alcalde de Moscú, Serguéi Sobianin, canceló todos los eventos del fin de semana en la ciudad, y se reforzó la seguridad en los aeropuertos y en las estaciones de tren y metro que dan servicio a la ciudad. Posteriormente, el Ministerio de Cultura ruso canceló eventos en todo el país. En San Petersburgo, se cerraron los centros comerciales y se puso en alerta máxima la provincia de Leningrado. Al menos 3.000 personas donaron sangre para las víctimas en el Centro de Sangre Gavrilov de Moscú, el centro de transfusión de sangre más grande del país, y en otras instalaciones médicas. Sberbank, Sovcombank y Home Bank se comprometieron a saldar los préstamos y aliviar las deudas de las familias de los clientes que murieron o resultaron heridos en el ataque.
Un partido amistoso de fútbol entre Rusia y Paraguay previsto para el 25 de marzo fue cancelado debido al ataque.

## Autoría

Emblema del Estado Islámico del Gran Jorasán, rama del Estado Islámico activa dentro del territorio ruso y que se auto adjudica la responsabilidad del atentado.

### Estado Islámico - Provincia de Jorasán
El Estado Islámico, un grupo yihadista, se adjudicó la autoría del ataque a través de su agencia de propaganda Amaq en su canal de Telegram, con el siguiente comunicado: 
"Los combatientes del Estado Islámico atacaron una gran agrupación de cristianos en la ciudad de Krasnogorsk, en las afueras de la capital rusa, Moscú, y mataron e hirieron a cientos de personas y causaron una gran destrucción en el lugar antes de retirarse a sus bases de manera segura".
Se trata de la primera pista sobre la posible autoría del atentado, pero según destaca el corresponsal de la BBC, Gordon Corera, se debe recordar que en el pasado, el Estado Islámico se ha atribuido ataques con los que no tenía ningún tipo de relación y que fueron cometidos por otros grupos terroristas.
El 25 de marzo, Putin declaró que "el crimen fue cometido por islamistas radicales", en el sentido de su autoría material, si bien la investigación continuaba para "saber quién lo ordenó".

### Acusaciones rusas de participación ucraniana
Putin y el FSB afirmaron que los terroristas se dirigían en su huida hacia la frontera entre Rusia y Ucrania y tenían contactos en el «lado ucraniano» para cruzar la frontera. El gobierno de Ucrania negó cualquier implicación en el ataque, y calificó las afirmaciones del FSB de desinformación, al recordar que la frontera está fuertemente custodiada por soldados y drones, minada y bombardeada constantemente por ambos bandos. Por su parte, el presidente ucraniano Volodímir Zelenski acusó a Putin de utilizar la masacre en Moscú para vincular a Ucrania con el atentado. Las milicias rusas armadas por Ucrania (el Cuerpo de Voluntarios Rusos y la Legión de la Libertad de Rusia) negaron su participación en el ataque. Estados Unidos negó que hubiera indicios de participación de Ucrania.
Según una encuesta publicada el 30 de marzo, más de la mitad de los rusos culpaban del atentado al gobierno de Ucrania, un 27% al Ejército Islámico y un 6% a Occidente.

### Acusaciones ucranianas de autoría rusa
El gobierno de Ucrania aseguró el 26 de marzo que el atentado habría sido organizado por el FSB ruso como una operación de bandera falsa. Analistas occidentales pro-ucranianos como Aric Toler dieron poco crédito a esta teoría por considerar muy endebles los indicios mostrados por el gobierno de Kiev.

## Reacciones

### En Rusia
El presidente ruso Vladímir Putin deseó a los heridos en el ataque una pronta recuperación y elogió a los médicos que participaron en el tratamiento de las víctimas. Un portavoz del Patriarca Cirilo de la Iglesia ortodoxa rusa dijo que estaba "rezando por la paz para las almas de los muertos". La Embajada de Estados Unidos en Moscú expresó "sinceras condolencias al pueblo ruso", al tiempo que recomendó a sus ciudadanos que evitaran la zona ya que estaban "severamente limitados" en su capacidad para ayudar a los ciudadanos estadounidenses debido a los límites impuestos a la capacidad del personal estadounidense para viajar dentro de Rusia. La embajada británica en Moscú condenó el ataque y expresó sus "sinceras condolencias a los familiares y seres queridos de los heridos y muertos en los acontecimientos de hoy".
La portavoz del Ministerio de Relaciones Exteriores, María Zajárova, pidió a la comunidad internacional que condenara el ataque, que calificó de «un crimen monstruoso».

### Internacionales
Los gobiernos de varios países, incluidos Estados Unidos, Reino Unido, India, Arabia Saudita, Turquía, China, Argentina, México, Alemania, España, Italia, Francia, Venezuela, Nicaragua, Japón, Egipto, Kirguistán, Uzbekistán, Perú, Taiwán, y Uruguay condenaron el tiroteo y expresaron sus condolencias al pueblo ruso y a las familias de las víctimas. El Ministerio de Asuntos Exteriores de Ucrania rechazó las insinuaciones de algunos funcionarios rusos de que Ucrania podría haber estado involucrada en el ataque.
El Secretario General de la Organización de las Naciones Unidas, António Guterres, condenó el ataque terrorista y envió sus condolencias a las familias de los fallecidos. «El secretario general transmite su más sentido pésame a las familias afligidas, al pueblo y al Gobierno de la Federación de Rusia. Desea a los heridos una pronta recuperación», afirmó su portavoz a The Guardian.
La Unión Europea condenó el atentado y transmitió su pésame a las víctimas rusas.
El primer ministro indio Narendra Modi condenó lo que denominó "odioso ataque terrorista".
El presidente chino Xi Jinping condenó el atentado y envió sus condolencias a Putin.
El gobierno de los Estados Unidos condenó el atentado a través de su portavoz Karine Jean-Pierre.
El gobierno de Chile, por medio del Ministerio de Relaciones Exteriores condenó "enérgicamente" el atentado terrorista y expresó sus condolencias a los familiares de las víctimas.